# كانديلا أندوكار
كانديلا أندوكار (بالإسبانية: Candela)‏ (12 يناير 1987 بلا بويبلا دي مونتالبان في إسبانيا - ) هو لاعب كرة قدم إسباني في مركز الوسط. لعب مع سلتا فيغو ب وسلتا فيغو وفيرست فيينا ونادي ألباسيتي ونادي بونتيفيدرا وAtlético Coruña Montañeros CF ‏ ونادي ألباسيتي ب وSV Horn ‏.

## روابط خارجية
- كانديلا أندوكار على موقع قاعدة بيانات كرة القدم.إي يو (الإنجليزية)
- كانديلا أندوكار على موقع Soccerway.com (الإنجليزية)
- كانديلا أندوكار على موقع AS.com (الإسبانية)